# Wuyahe (sockenhuvudort i Kina, Hunan Sheng, lat 29,58, long 109,71)
Wuyahe (kinesiska: 乌鸦河, 乌鸦乡) är en sockenhuvudort i Kina. Den ligger i provinsen Hunan, i den södra delen av landet, omkring 350 kilometer nordväst om provinshuvudstaden Changsha. Antalet invånare är 3 614. Befolkningen består av 1 756 kvinnor och 1 858 män. Barn under 15 år utgör 18,0 %, vuxna 15-64 år 68 %, och äldre över 65 år 12,0 %.
Runt Wuyahe är det ganska tätbefolkat, med 124 invånare per kvadratkilometer. Närmaste större samhälle är Shadaogou, 19,9 km nordväst om Wuyahe. I omgivningarna runt Wuyahe växer i huvudsak blandskog.
Genomsnittlig årsnederbörd är 1 677 millimeter. Den regnigaste månaden är september, med i genomsnitt 284 mm nederbörd, och den torraste är december, med 18 mm nederbörd.